# Jamie Cook
Jamie Cook, född 8 juli 1985 i Sheffield, är gitarrist och bakgrundssångare i det brittiska indierockbandet Arctic Monkeys.